# المبهاية (القفر)

تعديل مصدري - تعديل

المبهاية محلة تابعة لقرية مدحج العالي، التابعة لعزلة مدحجين بمديرية القفر إحدى مديريات محافظة إب في الجمهورية اليمنية، بلغ تعداد سكانها 46 حسب تعداد اليمن لعام 2004.